# Afrolidia digitata
Afrolidia digitata är en insektsart som beskrevs av Nielson 1992. Afrolidia digitata ingår i släktet Afrolidia och familjen dvärgstritar. Inga underarter finns listade i Catalogue of Life.